# Port lotniczy Nida
Port lotniczy Nida (lit. Nidos oro uostas, kod IATA EYND) – port lotniczy zlokalizowany w miejscowości Nida (Litwa). Otwarty w 1967.